# Sainte-Livrade-sur-Lot
Sainte-Livrade-sur-Lot  (en occitan : Senta Liurada d'Òlt)  est une commune du Sud-Ouest de la France, située dans le département de Lot-et-Garonne (région Nouvelle-Aquitaine).

## Géographie

### Localisation
Bastide de l'aire d'attraction de Villeneuve-sur-Lot située dans la large vallée du Lot (à une trentaine de kilomètres de son confluent avec la Garonne), sur la D 811 (ex-route nationale 111) et RD 667 (ex-route nationale 667) au cœur du pays du pruneau d'Agen, à une dizaine de kilomètres de Villeneuve-sur-Lot et dans l'ancienne province de Guyenne.

### Communes limitrophes
Les communes limitrophes sont  Allez-et-Cazeneuve, Bias, Casseneuil, Dolmayrac, Le Temple-sur-Lot, Pinel-Hauterive et Saint-Étienne-de-Fougères.
| Pinel-Hauterive           | Casseneuil             |                    |
| Saint-Étienne-de-Fougères | Sainte-Livrade-sur-Lot | Bias               |
| Le Temple-sur-Lot         | Dolmayrac              | Allez-et-Cazeneuve |

### Climat
Le climat qui caractérise la commune est qualifié, en 2010, de « climat du Bassin du Sud-Ouest », selon la typologie des climats de la France qui compte alors huit grands types de climats en métropole. En 2020, la commune ressort du type « climat océanique altéré » dans la classification établie par Météo-France, qui ne compte désormais, en première approche, que cinq grands types de climats en métropole. Il s’agit d’une zone de transition entre le climat océanique et les climats de montagne et semi-continental. Les écarts de température entre hiver et été augmentent avec l'éloignement de la mer. La pluviométrie est plus faible qu'en bord de mer, sauf aux abords des reliefs.
Les paramètres climatiques qui ont permis d’établir la typologie de 2010 comportent six variables pour les températures et huit pour les précipitations, dont les valeurs correspondent à la normale 1971-2000. Les sept principales variables caractérisant la commune sont présentées dans l'encadré ci-après.
| Paramètres climatiques communaux sur la période 1971-2000 - Moyenne annuelle de température : 13,2 °C - Nombre de jours avec une température inférieure à −5 °C : 2,3 j - Nombre de jours avec une température supérieure à 30 °C : 8,3 j - Amplitude thermique annuelle : 15,5 °C - Cumuls annuels de précipitation : 801 mm - Nombre de jours de précipitation en janvier : 10,5 j - Nombre de jours de précipitation en juillet : 6,8 j |

Avec le changement climatique, ces variables ont évolué. Une étude réalisée en 2014 par la Direction générale de l'Énergie et du Climat complétée par des études régionales prévoit en effet que la  température moyenne devrait croître et la pluviométrie moyenne baisser, avec toutefois de fortes variations régionales. La station météorologique de Météo-France installée sur la commune et en service de 1989 à 2015 permet de connaître l'évolution des indicateurs météorologiques. Le tableau détaillé pour la période 1981-2010 est présenté ci-après.
| Mois                                  | jan.          | fév.            | mars          | avril           | mai           | juin          | jui.            | août           | sep.         | oct.          | nov.          | déc.            | année     |
| ------------------------------------- | ------------- | --------------- | ------------- | --------------- | ------------- | ------------- | --------------- | -------------- | ------------ | ------------- | ------------- | --------------- | --------- |
| Température minimale moyenne (°C)     | 2,1           | 2,3             | 4,5           | 6,6             | 10,6          | 13,6          | 15,2            | 15,2           | 11,7         | 9,4           | 5,2           | 2,6             | 8,3       |
| Température moyenne (°C)              | 6             | 7,3             | 10,2          | 12,3            | 16,7          | 19,9          | 21,8            | 22             | 18,2         | 14,7          | 9,3           | 6,4             | 13,8      |
| Température maximale moyenne (°C)     | 10            | 12,2            | 16            | 18              | 22,8          | 26,1          | 28,5            | 28,7           | 24,8         | 19,9          | 13,5          | 10,1            | 19,3      |
| Record de froid (°C) date du record   | −9,1 13.01.03 | −13 09.02.12    | −9,7 01.03.05 | −3,4 22.04.1991 | 0,8 06.05.02  | 4 01.06.06    | 7,5 04.07.1990  | 6,2 29.08.1998 | 1,4 25.09.02 | −4,5 25.10.03 | −9 17.11.07   | −11,2 25.12.01  | −13 2012  |
| Record de chaleur (°C) date du record | 18,9 02.01.03 | 24,6 15.02.1998 | 27,1 20.03.05 | 30,7 30.04.05   | 34,7 30.05.01 | 39,7 25.06.01 | 40,2 21.07.1990 | 41,6 04.08.03  | 37 03.09.05  | 32,1 04.10.04 | 25,6 07.11.15 | 20,1 15.12.1989 | 41,6 2003 |
| Ensoleillement (h)                    | 78            | 119,5           | 167,7         | 190,9           | 213,9         | 259           | 268,9           | 239,6          | 214,2        | 136,8         | 83,7          | 75              | 2 047,2   |
| Précipitations (mm)                   | 58,3          | 48,2            | 49,5          | 75,6            | 68,6          | 60,8          | 59,3            | 60             | 63,5         | 68,5          | 80,4          | 64,9            | 757,6     |

## Urbanisme

### Typologie
Au 1er janvier 2024, Sainte-Livrade-sur-Lot est catégorisée bourg rural, selon la nouvelle grille communale de densité à sept niveaux définie par l'Insee en 2022.
Elle appartient à l'unité urbaine de Villeneuve-sur-Lot, une agglomération intra-départementale regroupant treize  communes, dont elle est une commune de la banlieue,,. Par ailleurs la commune fait partie de l'aire d'attraction de Villeneuve-sur-Lot, dont elle est une commune de la couronne,. Cette aire, qui regroupe 34 communes, est catégorisée dans les aires de 50 000 à moins de 200 000 habitants,.

### Occupation des sols

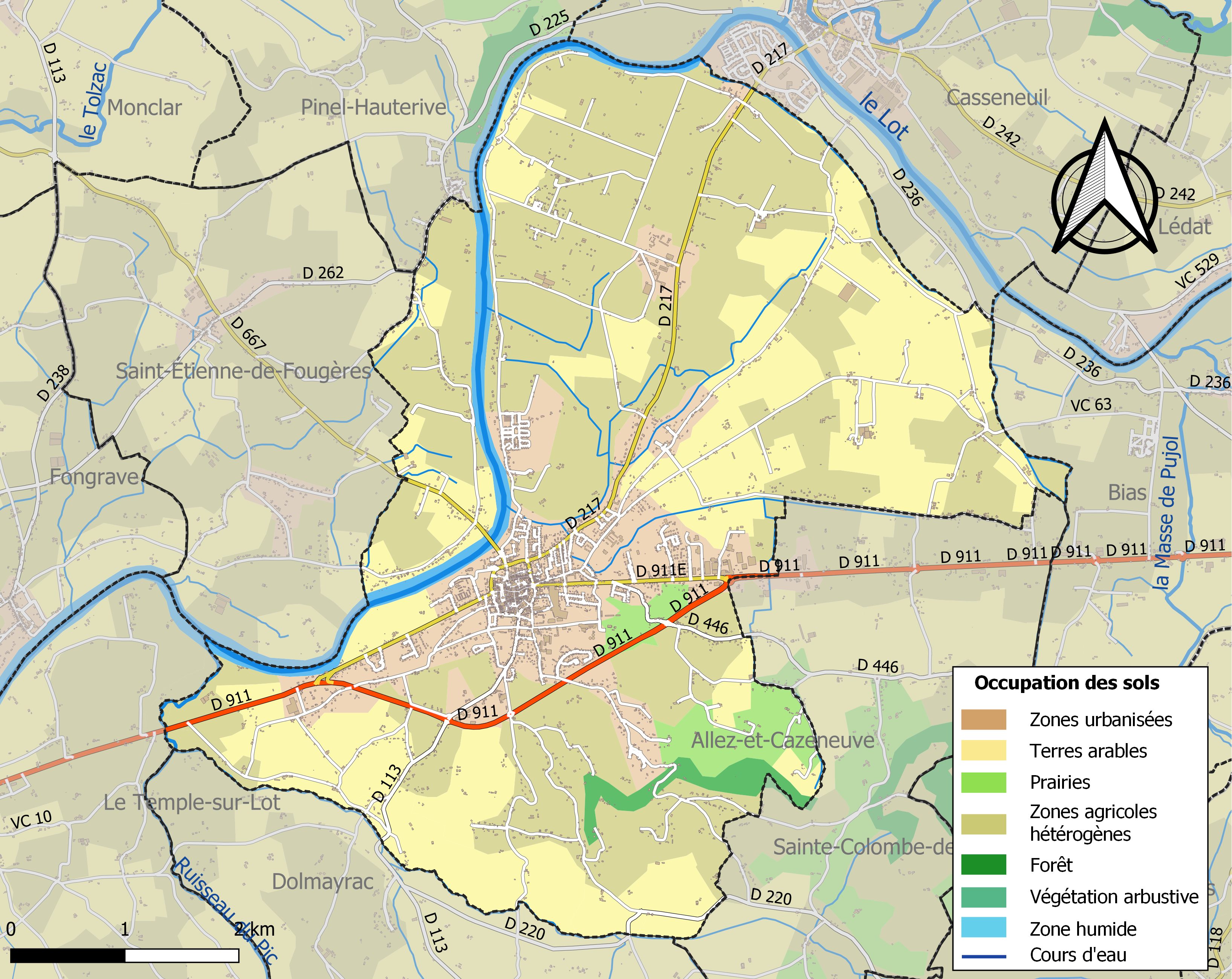
Carte des infrastructures et de l'occupation des sols de la commune en 2018 (CLC).

L'occupation des sols de la commune, telle qu'elle ressort de la base de données européenne d’occupation biophysique des sols Corine Land Cover (CLC), est marquée par l'importance des territoires agricoles (80,8 % en 2018), en diminution par rapport à 1990 (89,4 %). La répartition détaillée en 2018 est la suivante : 
zones agricoles hétérogènes (46 %), cultures permanentes (27,5 %), zones urbanisées (12,3 %), terres arables (4,2 %), zones industrielles ou commerciales et réseaux de communication (3,1 %), prairies (3,1 %), eaux continentales (2,5 %), forêts (1,3 %). L'évolution de l’occupation des sols de la commune et de ses infrastructures peut être observée sur les différentes représentations cartographiques du territoire : la carte de Cassini (XVIIIe siècle), la carte d'état-major (1820-1866) et les cartes ou photos aériennes de l'IGN pour la période actuelle (1950 à aujourd'hui).

### Risques majeurs
Le territoire de la commune de Sainte-Livrade-sur-Lot est vulnérable à différents aléas naturels : météorologiques (tempête, orage, neige, grand froid, canicule ou sécheresse), inondations, mouvements de terrains et séisme (sismicité très faible). Il est également exposé à deux risques technologiques,  le transport de matières dangereuses et la rupture d'un barrage. Un site publié par le BRGM permet d'évaluer simplement et rapidement les risques d'un bien localisé soit par son adresse soit par le numéro de sa parcelle.

#### Risques naturels
Certaines parties du territoire communal sont susceptibles d’être affectées par le risque d’inondation par débordement de cours d'eau, notamment le Lot et le Ruisseau du Pic. La commune a été reconnue en état de catastrophe naturelle au titre des dommages causés par les inondations et coulées de boue survenues en 1982, 1993, 1999, 2006, 2009, 2018 et 2021,.
Les mouvements de terrains susceptibles de se produire sur la commune sont des affaissements et effondrements liés aux cavités souterraines (hors mines), des glissements de terrain et des tassements différentiels. Afin de mieux appréhender le risque d’affaissement de terrain, un inventaire national permet de localiser les éventuelles cavités souterraines sur la commune.

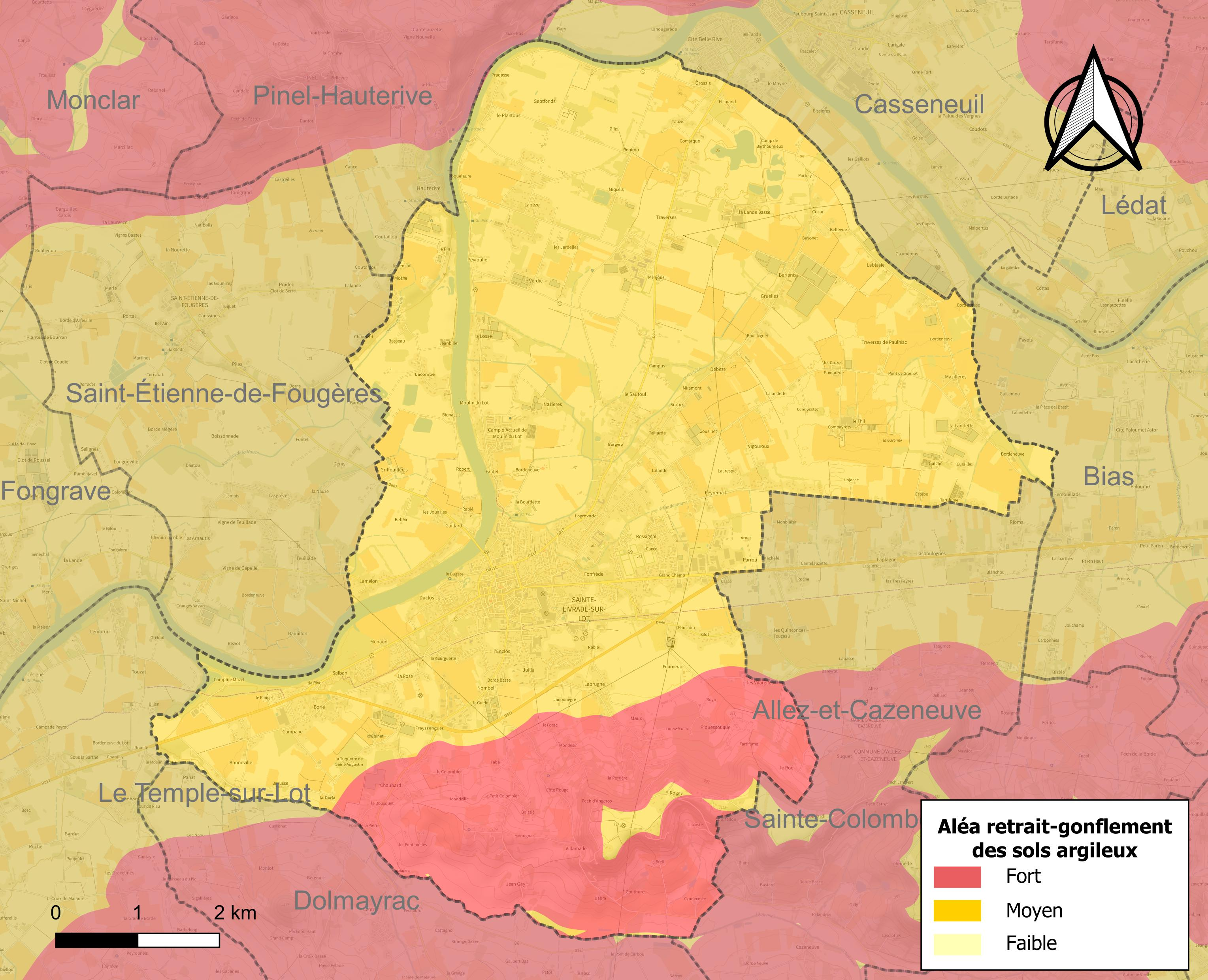
Carte des zones d'aléa retrait-gonflement des sols argileux de Sainte-Livrade-sur-Lot.

Le retrait-gonflement des sols argileux est susceptible d'engendrer des dommages importants aux bâtiments en cas d’alternance de périodes de sécheresse et de pluie. La totalité de la commune est en aléa moyen ou fort (91,8 % au niveau départemental et 48,5 % au niveau national). Depuis le 1er octobre 2020, en application de la loi ELAN, différentes contraintes s'imposent aux vendeurs, maîtres d'ouvrages ou constructeurs de biens situés dans une zone classée en aléa moyen ou fort,.
Concernant les mouvements de terrains, la commune a été reconnue en état de catastrophe naturelle au titre des dommages causés par la sécheresse en 1991, 2003, 2005, 2009, 2011, 2012 et 2017 et par des mouvements de terrain en 1999 et 2009.

#### Risque technologique
La commune est en outre située en aval des barrages de Grandval dans le Cantal et de Sarrans en Aveyron, des ouvrages de classe A. À ce titre elle est susceptible d’être touchée par l’onde de submersion consécutive à la rupture de cet ouvrage.

## Histoire
Le territoire actuel de la commune a été occupé par l'homme dès la plus haute Antiquité et plus particulièrement depuis le premier âge du fer.[Passage contradictoire] Les origines du village de Sainte-Livrade d'Olt remontent à la période gallo-romaine et il fut érigé en bastide en l'an 1289.
La dénomination occitane Santa Liurada disparut, après avec la conquête de l'Occitanie par la croisade des albigeois[réf. nécessaire], par l'application de l'édit de 1539 qui imposa le français ; ainsi Santa Liurada devint Sainte-Livrade-d'Agenais ou Sainte-Livrade. En décembre 1919, pour différencier de deux ou trois autres hameaux et villages de Haute-Garonne et Tarn-et-Garonne portant aussi le nom de Sainte-Livrade, le gouvernement français imposa la dénomination de Sainte-Livrade-sur-Lot.

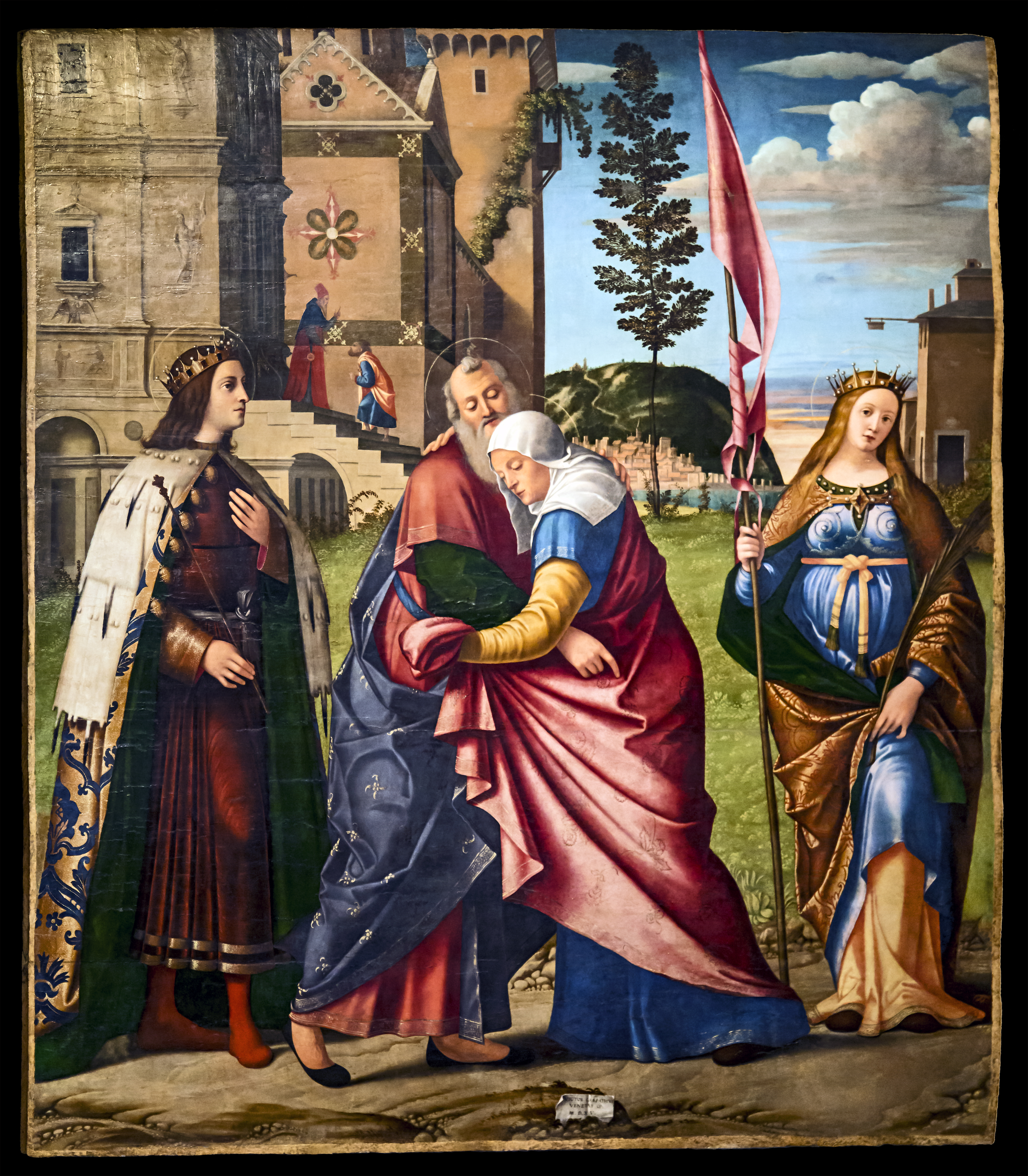
Sainte livrade à droite sur le tableau de Carpaccio.

Sainte-Livrade est devenue une ville multiculturelle étant la terre d'accueil de nombreux : 
- Italiens ayant fui la misère ou le fascisme mussolinien dans les années 1920-1930 ;
- Espagnols ayant fui le fascisme franquiste dans les années 1930-années 1940-années 1950 ;
- Portugais ayant fui la misère ou le fascisme salazariste dans les années 1950-1960 ;
- 1200 Français d'Indochine (soldats et supplétifs indochinois des armées françaises) rapatriés, à la fin de la guerre d'Indochine au printemps 1956. Ils sont installés au Centre d'accueil des Français d'Indochine (CAFI), aménagé dans une ancienne poudrerie[24] ;
- Français d'Algérie (Pieds-Noirs, soldats et supplétifs algériens (Camps de transit et de reclassement pour les harkis) des armées françaises) rapatriés, en 1962-1963, à la fin de la guerre d'Algérie ;
- travailleurs émigrés qui vinrent du Maghreb dans les années 1970-années 1980-années 1990 ;
- et aussi à présent de Néerlandais et de Britanniques.

La ville est le berceau du pruneau d'Agen (comme son nom ne l'indique pas)[réf. nécessaire].

## Politique et administration

### Liste des maires
| Période                                  | Période   | Identité             | Étiquette     | Qualité |
| ---------------------------------------- | --------- | -------------------- | ------------- | --- |
| Les données manquantes sont à compléter. |           |                      |               | |
|                                          |           |                      |               | |
| mars 1965                                | mars 2001 | Charles de Cacqueray | Rad. puis UDF | Conseiller général (1963-1998) Conseiller régional (1986-1998) Premier vice-président du conseil général de Lot-et-Garonne Vice-président du conseil régional d'Aquitaine |
| mars 2001                                | mars 2008 | Gérard Zuttion       | DVD puis UMP  | Secrétaire général de mairie |
| mars 2008                                | mars 2014 | Claire Pasut         | PS            | Fonctionnaire Conseillère générale (1998-2015) Vice-présidente du conseil général de Lot-et-Garonne                                                                       |
| mars 2014 (réélu en mai 2020)            | En cours  | Pierre-Jean Pudal    | LR            | Médecin Conseiller départemental (2015-2016) |

## Démographie
L'évolution du nombre d'habitants est connue à travers les recensements de la population effectués dans la commune depuis 1793. Pour les communes de moins de 10 000 habitants, une enquête de recensement portant sur toute la population est réalisée tous les cinq ans, les populations de référence des années intermédiaires étant quant à elles estimées par interpolation ou extrapolation. Pour la commune, le premier recensement exhaustif entrant dans le cadre du nouveau dispositif a été réalisé en 2007.

En 2022, la commune comptait 6 518 habitants, en évolution de +2,2 % par rapport à 2016 (Lot-et-Garonne : −0,18 %, France hors Mayotte : +2,11 %).
| 1793  | 1800  | 1806  | 1821  | 1831  | 1836  | 1841  | 1846  | 1851  |
| ----- | ----- | ----- | ----- | ----- | ----- | ----- | ----- | ----- |
| 2 627 | 2 566 | 2 750 | 2 875 | 3 143 | 3 087 | 3 209 | 3 111 | 2 993 |

| 1856  | 1861  | 1866  | 1872  | 1876  | 1881  | 1886  | 1891  | 1896  |
| ----- | ----- | ----- | ----- | ----- | ----- | ----- | ----- | ----- |
| 3 058 | 3 018 | 2 902 | 2 864 | 2 818 | 2 749 | 2 762 | 2 644 | 2 565 |

| 1901  | 1906  | 1911  | 1921  | 1926  | 1931  | 1936  | 1946  | 1954  |
| ----- | ----- | ----- | ----- | ----- | ----- | ----- | ----- | ----- |
| 2 612 | 2 671 | 2 680 | 2 449 | 2 598 | 2 780 | 2 892 | 3 474 | 3 624 |

| 1962  | 1968  | 1975  | 1982  | 1990  | 1999  | 2006  | 2007  | 2012  |
| ----- | ----- | ----- | ----- | ----- | ----- | ----- | ----- | ----- |
| 5 289 | 5 926 | 5 787 | 5 785 | 5 938 | 5 865 | 6 118 | 6 142 | 6 074 |

| 2017  | 2022  | - | - | - | - | - | - | - |
| ----- | ----- | - | - | - | - | - | - | - |
| 6 459 | 6 518 | - | - | - | - | - | - | - |

## Économie
L'agriculture et notamment l'arboriculture sont très présentes dans le secteur de Sainte-Livrade. L'industrie agro-alimentaire (à préciser) représente une part importante de l'activité industrielle.

## Sports
Rugby à XV
- Le Stade saint-livradais XV engagé en championnat de France de rugby à XV de 3e division fédérale 2020-2021.

Football
- Association Sportive Livradaise (ASL)

## Lieux et monuments
- L'église Sainte-Livrade de Sainte-Livrade-sur-Lot. Chœur roman (XIIe siècle) de l'église Sainte-Livrade, remaniée au XIVe siècle. L'édifice a été classé au titre des monuments historiques en 1908[32].
- Église Saints-Martyrs-du-Vietnam du centre d'accueil aux Français d'Indochine de Centre d'accueil du Moulin du Lot.
- La Tour du Roy (XIIe siècle) : survivance d'une enceinte édifiée par Richard Cœur de Lion.
- Monument aux morts sculpté par Antoine Bourlange.
- Un des plus imposants et majestueux platanes d'Europe.
- Au nord, le camp du Moulin du Lot qui a remplacé les camps d'accueil des rapatriés d'Indochine installés depuis 1954[33], inscrit au titre des monuments historiques en 2012[34],[35].
- La statue de la Déesse de la Prune[36] sculptée dans la pierre par Paul Belmondo a été installée à la fin des années 1950 au lieu-dit Saint-Martin. Cette statue représente une femme en position semi allongée tenant dans sa main gauche un bouquet de branches de Prunier d'ente. Inscrite dans la Base Palissy[37] de l'Inventaire général du Patrimoine culturel d'Aquitaine sous la référence IM47003627, elle a été injustement nommée La femme à l'oiseau. Dans les années 1980, la statue a subi des dégradations, son pied droit a été brisé ainsi que la partie supérieure du bouquet de branches de prunier. Il en résulte qu'en observant la partie inférieure du bouquet on peut penser qu'il s'agit du plumage de la queue d'un oiseau mais les photos antérieures à la dégradation montrent bien qu'il s'agit d'un bouquet de branches portant feuilles et fruits (prune d'ente).

## Personnalités liées à la commune
- Cardinal Bernard Del Garn (1285-1328), membre du Sacré Collège à Avignon.
- Alphonse Loubat (1799-1866), créateur du tramway parisien[38].
- Gaston Carrère (1877-1936), sénateur-maire de Sainte-Livrade sous la Troisième République[39].
- Louis Dollot (1915-1997), diplomate et homme de lettres.
- Pierre Fournier alias Pierre Gascar (1916-1997), écrivain et prix Goncourt[40].
- Jacques Bordeneuve (1908-1981) : sénateur, député, président du conseil général, secrétaire d'État, ministre durant les Quatrième et Cinquième République.
- Pierre Boz (1925-2013) : évêque, exarque patriarcal de l'Église grecque-catholique melkite (chrétiens du Moyen-Orient), Père blanc, aumônier militaire, officier SAS (section administrative spécialisée) de l'Armée française, écrivain, conférencier, professeur d'université, spécialiste de l'islam et des cultures arabophones, diplomate, officier de la Légion d'honneur.
- Philippe Ginestet, fondateur du groupe Gifi.
- Antoni Maria (1987-), joueur international de rugby à XIII.
- Bambou (1959-), chanteuse, mannequin, actrice, conjointe de Serge Gainsbourg, a grandi au CAFI (centre d'accueil des français d'Indochine) de Sainte-Livrade-sur-Lot.
- Selma Kouchy, comédienne, née à Ste Livrade

## Héraldique
| Blason de Sainte-Livrade-sur-Lot | Blason  | D’azur à Sainte Livrade auréolée d’or tenant dans sa dextre une palme du même. |
| Blason de Sainte-Livrade-sur-Lot | Détails | Le statut officiel du blason reste à déterminer.                               |